# Rezerwat przyrody Nietoperek
Nietoperek – faunistyczny rezerwat przyrody w województwie lubuskim, na terenie gmin Międzyrzecz i Lubrza. Znajduje się pomiędzy miejscowościami Nietoperek, Wysoka, Kęszyca i Boryszyn. W obecnej formie powstał w 2002 roku poprzez połączenie rezerwatów Nietoperek (utworzonego w 1980 roku) i Nietoperek II (utworzonego w 1998 roku).
Powierzchnia rezerwatu wynosi 50,77 ha, z czego 5,77 ha objęte jest ochroną ścisłą, a 45,00 ha ochroną czynną.
Celem ochrony jest zachowanie ze względów naukowych i dydaktycznych miejsc zimowania i rozrodu wielogatunkowej kolonii nietoperzy.
Rezerwat obejmuje fragment pozostałości podziemnych fortyfikacji byłego Międzyrzeckiego Rejonu Umocnionego, w skład których wchodzi labirynt podziemnych korytarzy o żelbetowej konstrukcji, znajdujący się na głębokości 35–50 m pod powierzchnią ziemi. Każdej zimy hibernuje tu ponad 30 tys. osobników należących do 12 gatunków. Jest to największe zimowisko nietoperzy w Środkowej Europie i największe w Polsce zimowisko nocka dużego, nocka łydkowłosego i nocka Bechsteina. Temperatura w korytarzach jest stabilna i wynosi ok. 9° C przez cały rok. Obiekty fortyfikacyjne mają największe znaczenie jako schronienie zimowe, jednak nietoperze wykorzystują je w ciągu całego roku.
Rezerwat stanowi fragment obszaru siedliskowego Natura 2000 – Nietoperek PLH080003 o powierzchni 7377,37 ha.
Obszar rezerwatu częściowo stanowi własność Skarbu Państwa, a częściowo mienie komunalne gminy Międzyrzecz i gminy Lubrza.

## Rezerwat przyrody Nietoperek
- dokument powołujący – Zarządzenie Ministra Leśnictwa i Przemysłu Drzewnego z dnia 11 sierpnia 1980 r. (M.P. z 1980 r. nr 19, poz. 94)
- powierzchnia według aktu powołującego – 2,50 ha
- położenie – środkowa część podziemi Międzyrzeckiego Rejonu Umocnionego.

## Rezerwat przyrody Nietoperek II
- dokument powołujący – Rozporządzenie Ministra Ochrony Środowiska, Zasobów Naturalnych i Leśnictwa z dnia 23 grudnia 1998 r. (Dz.U. z 1998 r. nr 166, poz. 1228)
- powierzchnia według aktu powołującego – 48,27 ha
- położenie – działki forteczne oraz obiekty podziemne prawie całej środkowej części Międzyrzeckiego Rejonu Umocnionego.
- przedmiot ochrony – zadrzewienia oraz zakrzewienia działek fortecznych, pasy zarośli, zapory przeciwczołgowe i inne tereny bezpośrednio przylegające do otworów wlotowych do podziemi.

## Gatunki nietoperzy stwierdzone zimą w rezerwacie Nietoperek
- Nocek rudy (Myotis daubentonii)
- Nocek duży (Myotis myotis)

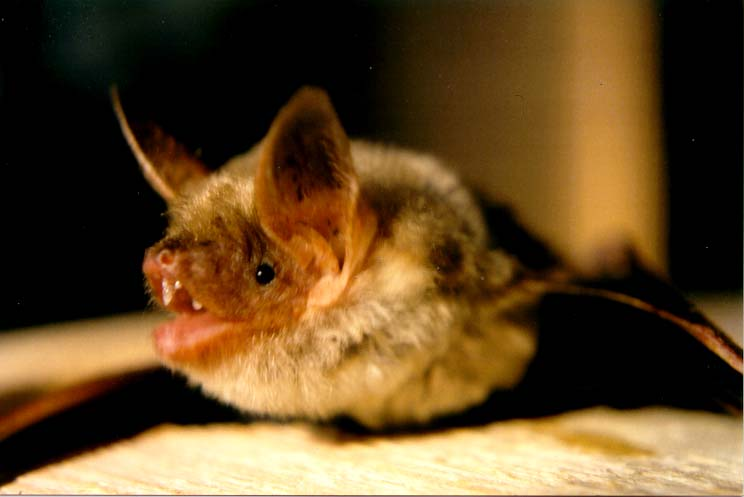
Nocek duży

- Nocek Natterera (Myotis nattereri)
- Nocek Bechsteina (Myotis bechsteinii)
- Nocek łydkowłosy (Myotis dasycneme)
- Mopek zachodni (Barbastella barbastellus)
- Gacek brunatny (Plecotus auritus)
- Nocek Brandta (Myotis brandtii)
- Nocek wąsatek (Myotis mystacinus)
- Mroczek późny (Eptesicus serotinus)
- Karlik malutki (Pipistrellus pipistrellus)
- Gacek szary (Plecotus austriacus)

Podczas liczenia zimujących w podziemiach i obiektach wolnostojących Międzyrzeckiego Rejonu Umocnionego (MRU) przeprowadzonego w dniach 10-11 stycznia 2015 r. stwierdzono rekordową liczbę 38 594 hibernujących osobników z 9 gatunków.

## Turystyka
Poza całorocznymi trasami turystycznymi (w Pniewie niedaleko Międzyrzecza oraz w okolicach Boryszyna w gminie Lubrza), z uwagi na konieczność ochrony hibernujących nietoperzy, od 15 października do 15 kwietnia obowiązuje zakaz wstępu do fragmentów tras większości podziemnych korytarzy i bunkrów Międzyrzeckiego Rejonu Umocnionego.